# The Oasis Exhibits
The Oasis Exhibits is een attractie in het attractiepark Disney's Animal Kingdom. Het is een wandelroute langs dierenverblijven, die zich afspeelt binnen het concept van een 'ongerept' stuk natuur, waarin dieren in een nog door de mens onaangetaste wereld leven.

## Diersoorten
Aan The Oasis Exhibits liggen de verblijven van de volgende diersoorten (in alfabetische volgorde): de Australische fluiteend, de babiroesa, de bahamapijlstaart, de bronsvleugeleend, de buffelkopeend, de Chileense smient, de Chileense taling, de Chinese muntjak, de floridasierschildpad, de geelvleugelara, de hyacinthara, de Indische vlekbekeend, de Indische witte ibis, de Kokardezaagbek, de middelste geelkuifkaketoe, de moeraswallaby, de peposaka-eend, de punataling, de radjah-eend, de reuzenmiereneter, de ringtaling, de rode lepelaar, de rosse stekelstaart en de soldatenara.

Foto's van dieren in The Oasis Exhibits
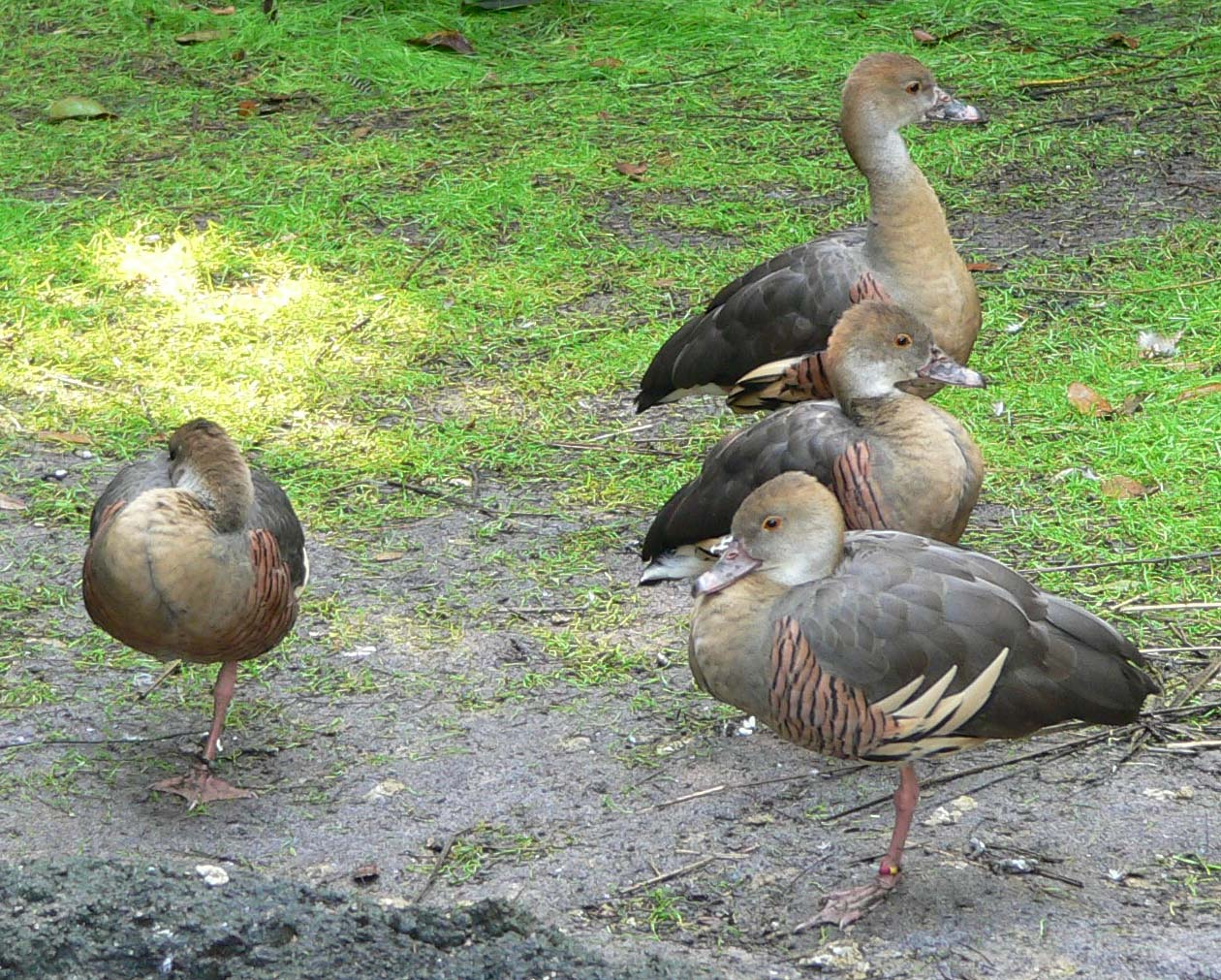
Een Australische fluiteend
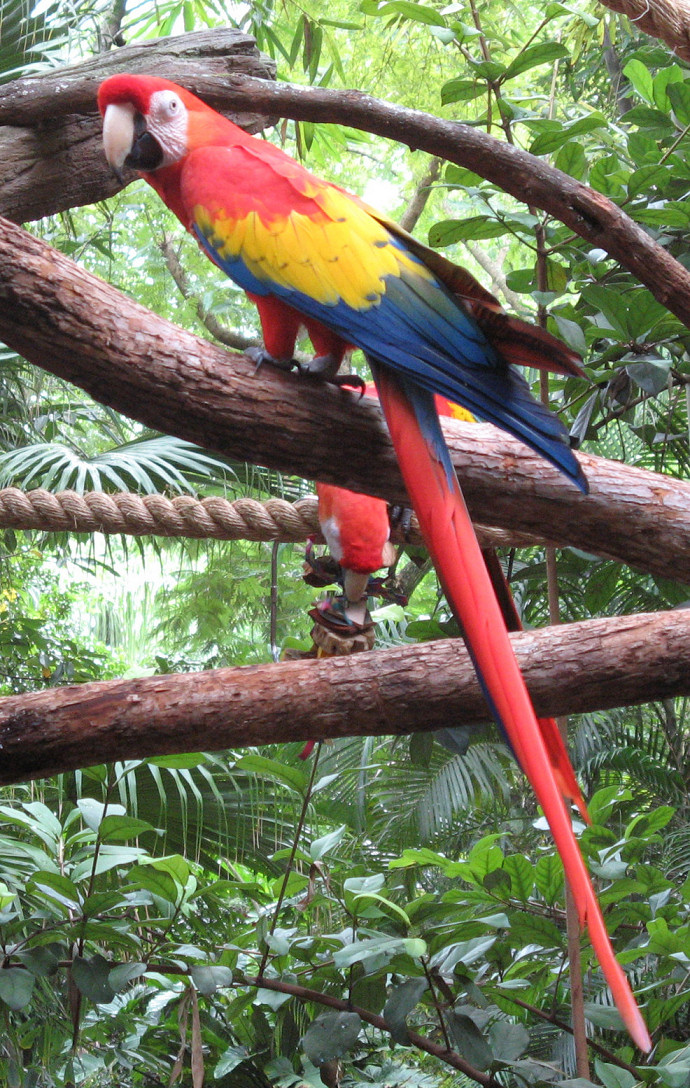
Een geelvleugelara
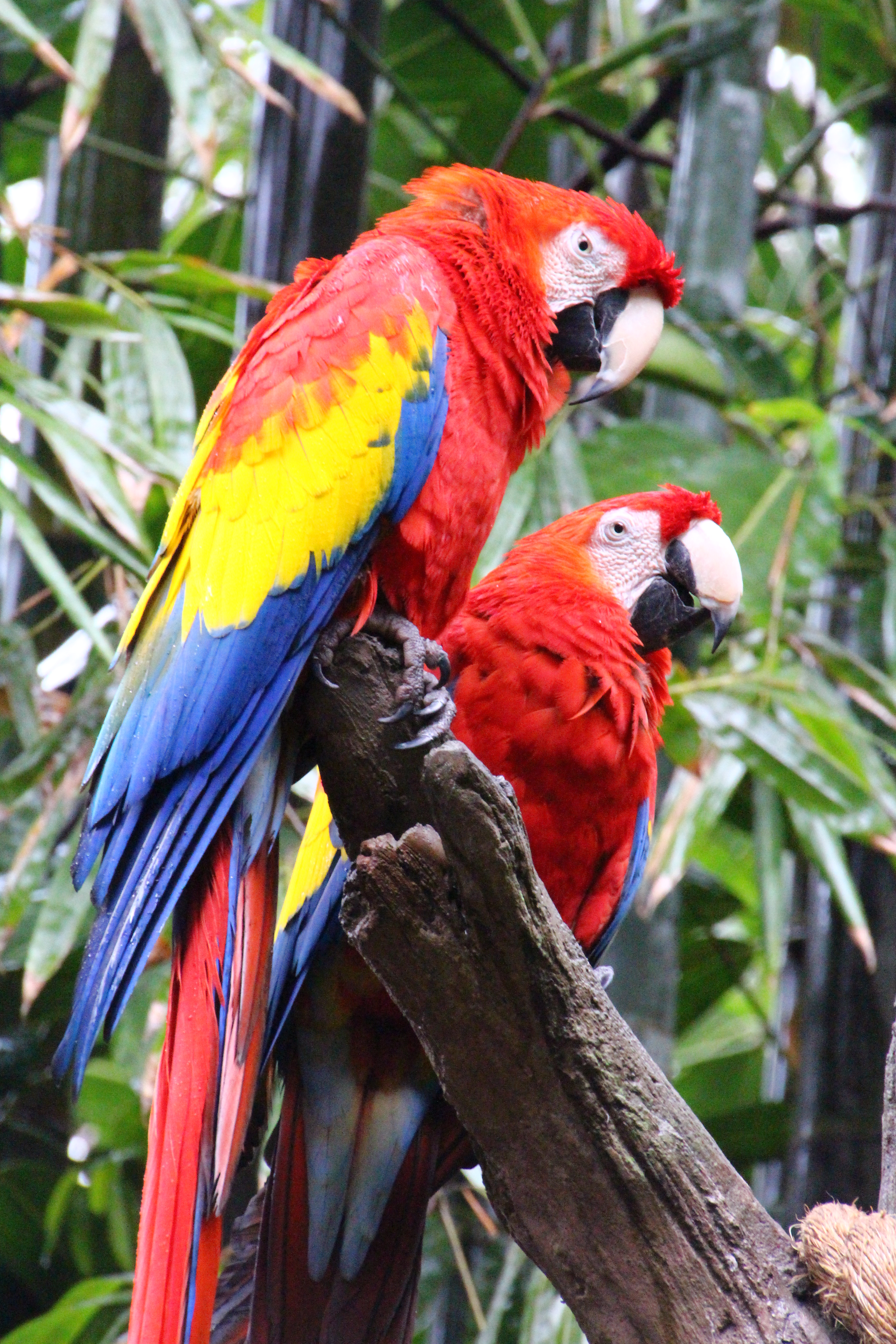
Een geelvleugelara
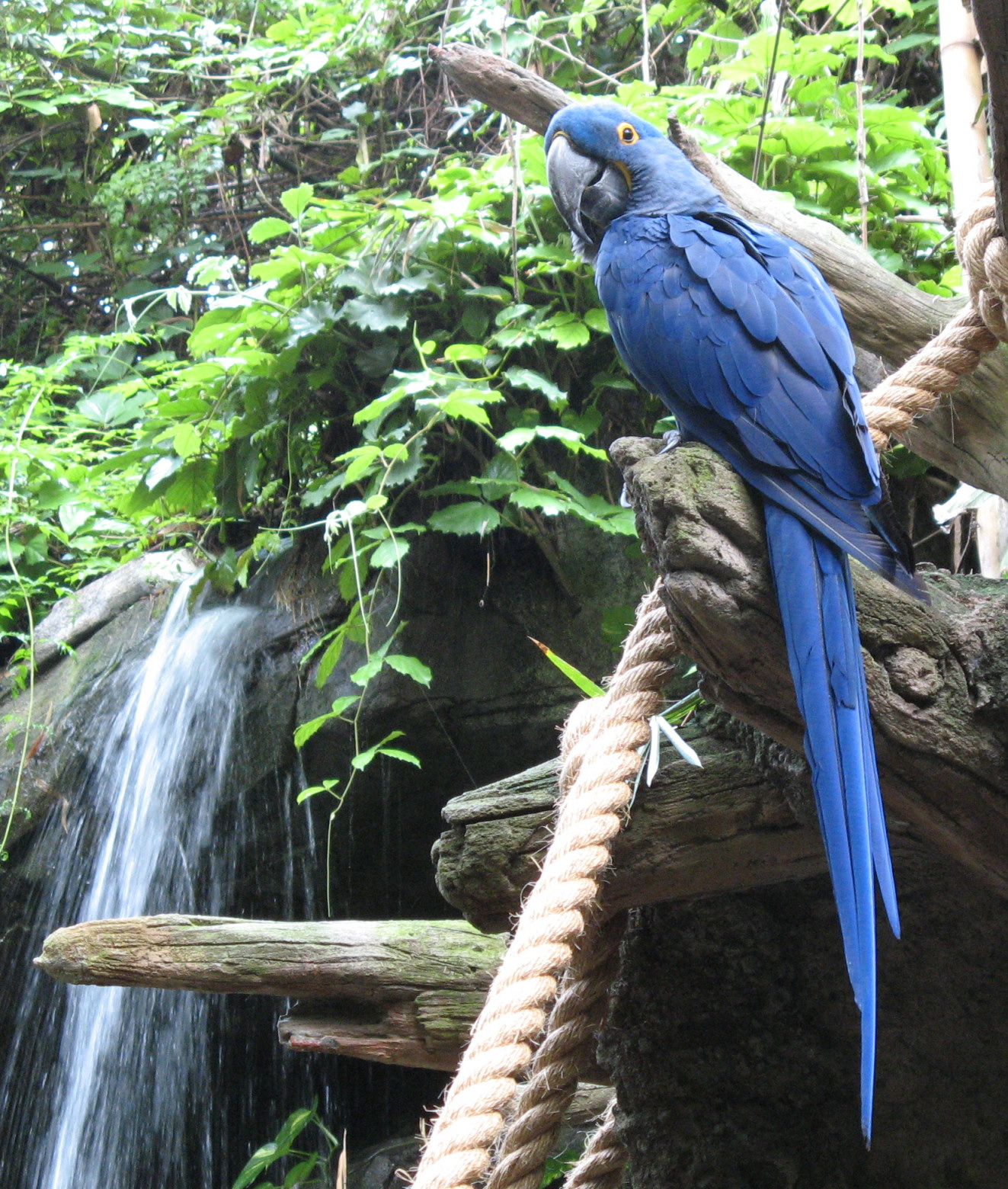
Een hyacinthara
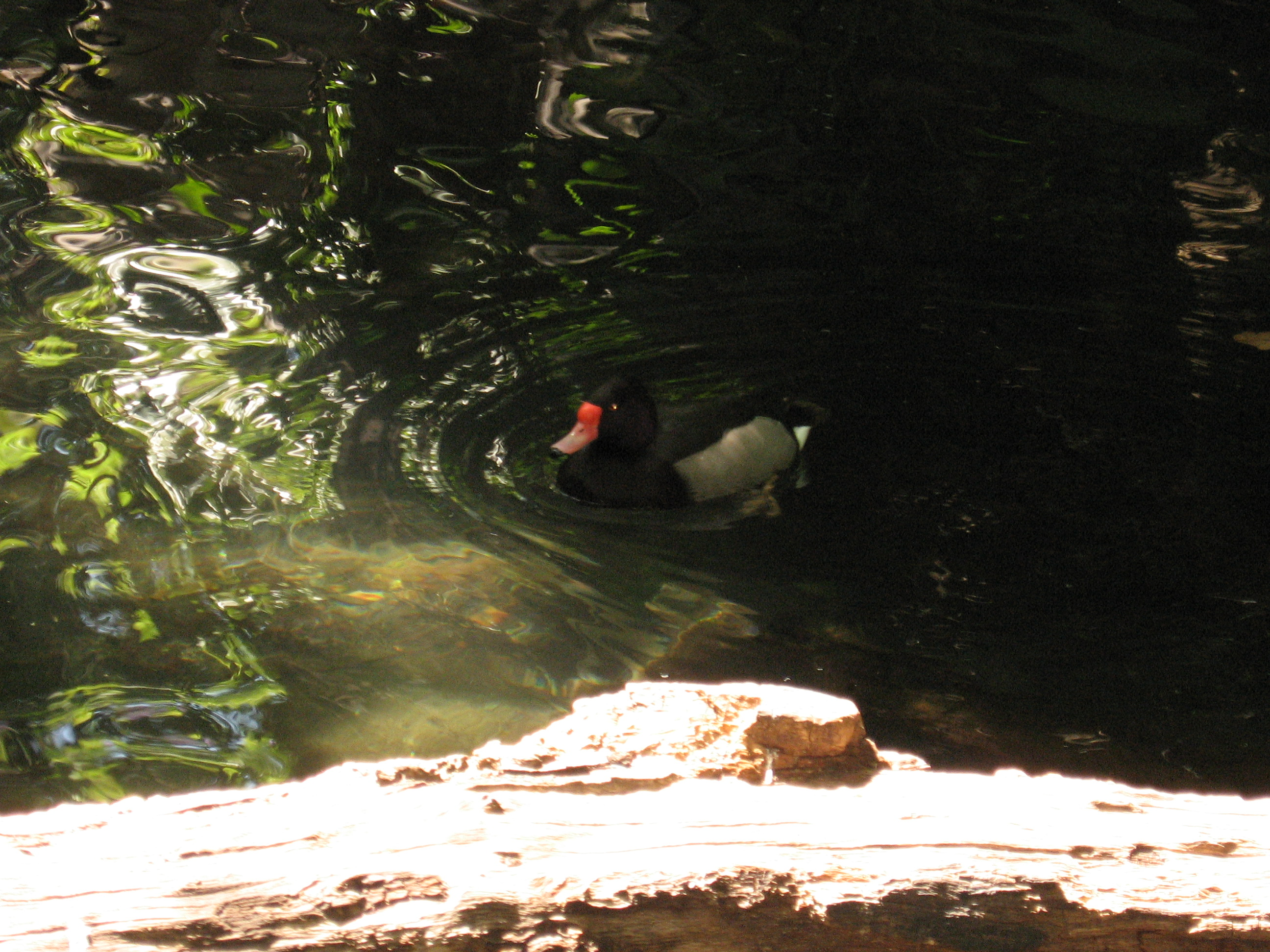
Een peposaka-eend
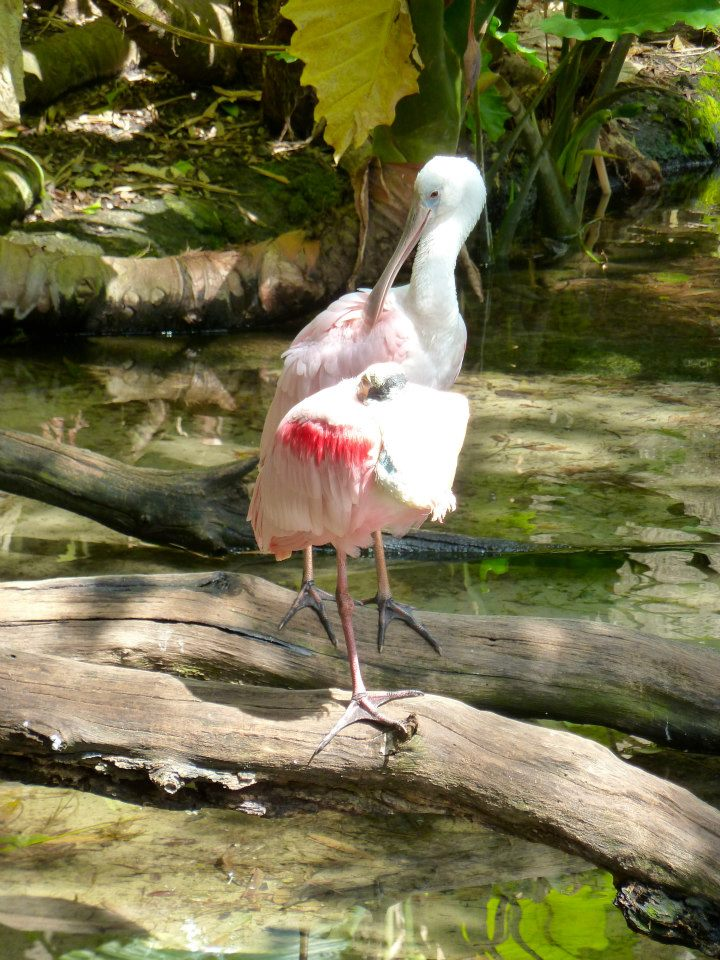
Een rode lepelaar
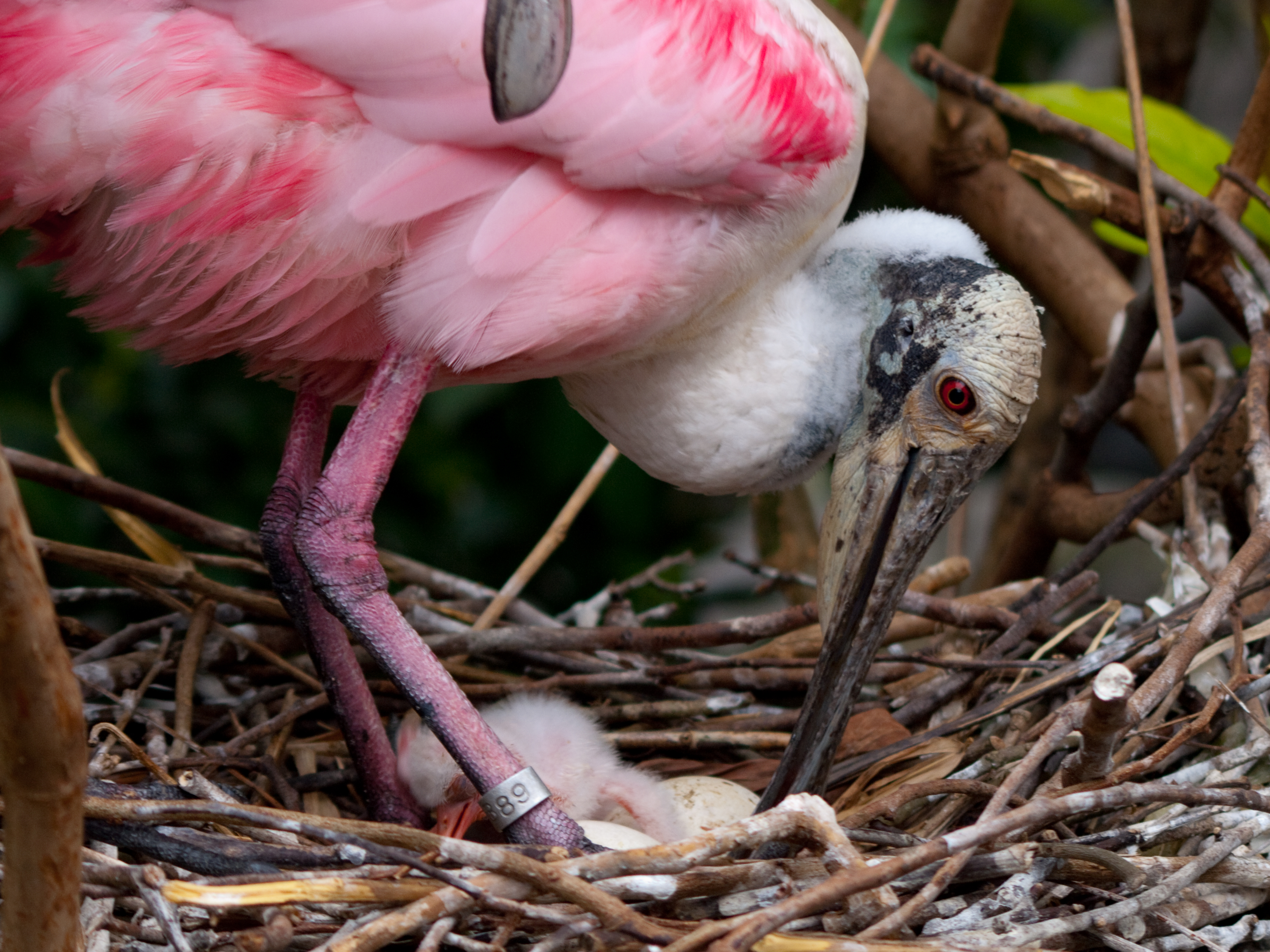
Het nest van een rode lepelaar
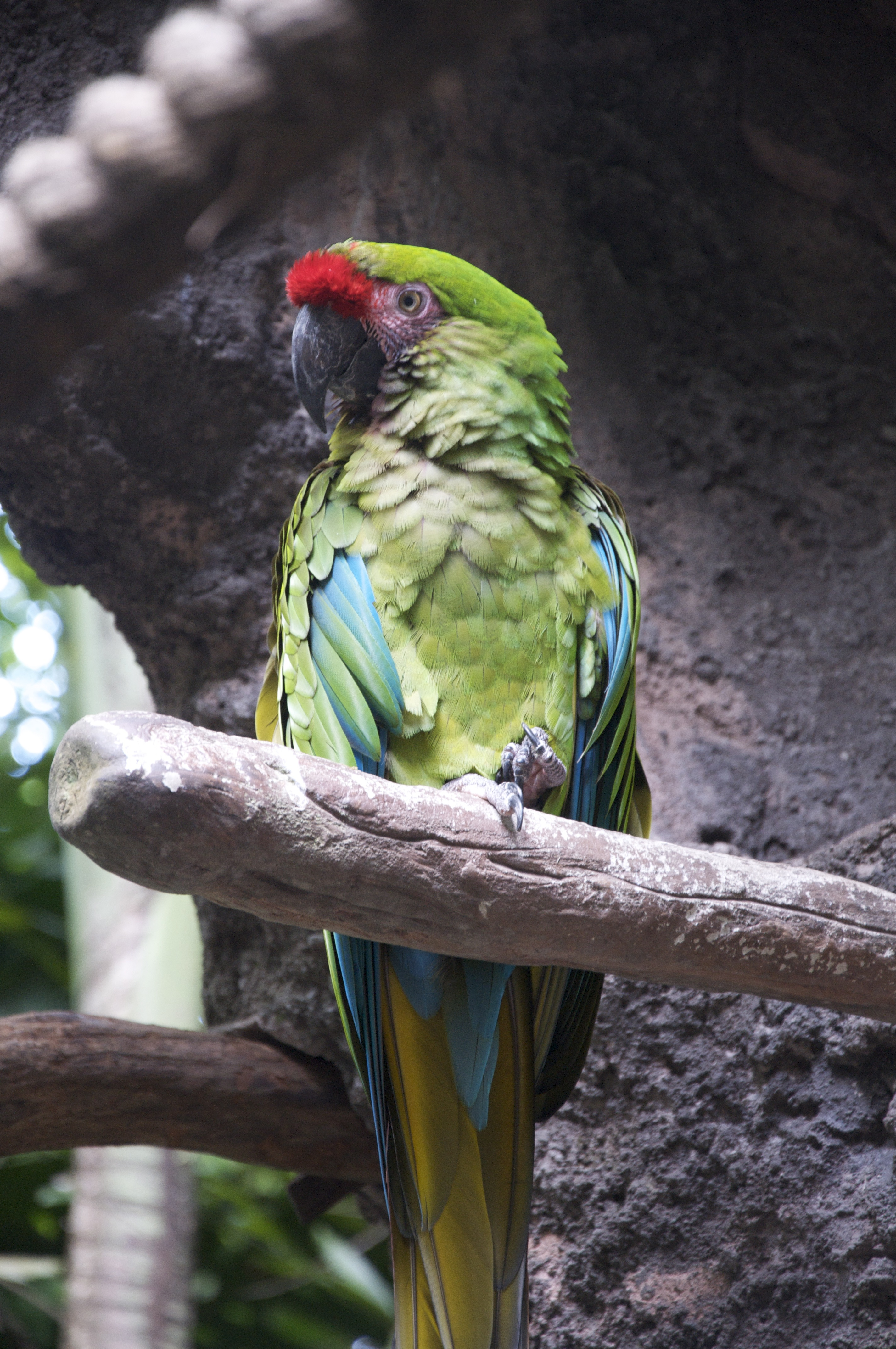
Een soldatenara

Walt Disney World Resort · Lijst van attracties in Disney's Animal Kingdom · Tree of Life